# فهرست درگیری‌های معاصر در خاورمیانه
این فهرست، درگیری‌های مدرنی را که در منطقه جغرافیایی و سیاسی موسوم به خاورمیانه رخ می‌دهد را بیان می‌کند. «خاورمیانه» به‌طور سنتی شامل هلال حاصلخیز (بین‌النهرین)، شام، مصر، شبه‌جزیره عربستان، آناتولی، فلات ایران و مناطق همجوار می‌شود. خاورمیانه در حال حاضر منطقه‌ای از مصر، ترکیه و قبرس در غرب تا ایران و خلیج فارس در شرق را، و از ترکیه و ایران در شمال تا یمن و عمان در جنوب را در بر می‌گیرد.
این فهرست فقط جنگ‌هایی که در سده بیستم و بیست و یکم میلادی اتفاق افتاده و بیش از ۱۰۰۰ نفر تلفات دارد را پوشش می‌دهد.

## فهرست درگیری‌ها
| تاریخ            | مکان                                                                                     | مکان | تلفات |
| ---------------- | ---------------------------------------------------------------------------------------- | --- | --- |
| ۱۹۱۴–۱۹۱۸        | جبهه خاورمیانه در جنگ جهانی اول                                                          | ایران · سلطنت مصر امیرنشین نجد و حسا · امیرنشین جبل شمر · شیخ‌نشین کویت · سلطنت لحج · امپراتوری عثمانی · نخستین جمهوری ارمنستان · جمهوری خلق آذربایجان | تلفات نظامیان و شهروندان امپراتوری عثمانی: ۲٬۸۲۵٬۰۰۰–۵٬۰۰۰٬۰۰۰ تلفات و زخمی‌های متفقین: ۱٬۲۵۰٬۰۰۰ تلفات ایرانی‌ها بر اثر قحطی و بیماری: ۲٬۰۰۰٬۰۰۰ |
| ۱۹۱۹             | انقلاب ۱۹۱۹ مصر                                                                          | سلطنت مصر | ۳٬۰۰۰ |
| ۱۹۱۹–۱۹۲۳        | جنگ استقلال ترکیه                                                                        | امپراتوری عثمانی · یونان · ارمنستان · اتحاد جماهیر شوروی                                                                                              | ۱۷۰٬۵۰۰–۸۷۳٬۰۰۰ |
| ۱۹۲۵–۱۹۲۷        | انقلاب بزرگ سوری                                                                         | لبنان بزرگ · دولت سوریه · جبل‌الدروز · دولت العلویین                                                                                                   | ۸٬۰۰۰–۱۲٬۰۰۰ |
| ۱۹۲۵             | شورش شیخ سعید                                                                            | ترکیه | ۱۵٬۰۰۰–۲۵۰٬۵۰۰ |
| ۱۹۳۰             | شورش آرارات                                                                              | ترکیه · جمهوری آرارات | ۴٬۵۰۰–۴۷٬۰۰۰ |
| ۱۹۳۴             | جنگ عربستان سعودی و یمن (۱۹۳۴)                                                           | عربستان سعودی · پادشاهی متوکلی یمن | ۲٬۱۰۰ |
| ۱۹۳۷             | کشتار درسیم                                                                              | ترکیه | ۴۰٬۰۰۰–۷۰٬۰۰۰ |
| ۱۹۳۹–۱۹۴۵        | جنگ جهانی دوم - جنگ عراق و انگلستان - لشکرکشی سوری لبنانی - اشغال ایران در جنگ جهانی دوم | پادشاهی عراق · ایران · سوریه و لبنان تحت قیومیت فرانسه · قیومیت بریتانیا بر فلسطین                                                                    | ≈۱۶٬۰۰۰ |
| ۱۹۴۸–            | درگیری اسرائیل و اعراب                                                                   | مصر · تحت‌الحمایه سراسری فلسطین · مصر · جمهوری متحد عربی · جمهوری دوم سوریه · سوریه بعثی · اردن · لبنان · اسرائیل · تشکیلات خودگردان فلسطین            | ۷۳٬۰۰۰–۸۴٬۰۰۰ |
| ۱۹۶۲–۱۹۷۰        | جنگ داخلی یمن شمالی                                                                      | جمهوری عربی یمن · عربستان سعودی · مصر | ۱۰۰٬۰۰۰–۲۰۰٬۰۰۰ |
| ۱۹۶۲–۱۹۷۵        | جنگ ظفار                                                                                 | عمان | ۱۰٬۰۰۰ |
| ۱۹۷۴             | حمله ترکیه به قبرس                                                                       | قبرس | ۱٬۵۰۰–۵٬۰۰۰ |
| ۱۹۷۵–۱۹۹۰        | جنگ داخلی لبنان                                                                          | لبنان | ۱۵۰٬۰۰۰ |
| ۱۹۷۸–            | شورش حزب کارگران کردستان                                                                 | ترکیه · کردستان عراق · کردستان سوریه | ۳۰٬۰۰۰–۱۰۰٬۰۰۰ |
| ۱۹۸۰–۱۹۸۸        | جنگ ایران و عراق                                                                         | ایران · عراق | ۵۰۰٬۰۰۰–۱٬۰۰۰٬۰۰۰ |
| ۱۹۹۰–۱۹۹۱        | جنگ خلیج فارس                                                                            | عراق · کویت · عربستان سعودی | ۴۰٬۰۰۰–۵۷٬۰۰۰ |
| ۲۰۰۳–۲۰۱۱        | جنگ عراق                                                                                 | عراق بعثی عراق | ۱۰۹٬۰۳۲–۶۵۰٬۷۲۶ |
| ۲۰۰۶–            | جنگ نیابتی ایران و اسرائیل                                                               | ایران · اسرائیل | ~۲۰۰۰ |
| ۲۰۰۷             | درگیری ۲۰۰۷ لبنان                                                                        | لبنان | ۴۸۰ |
| ۲۰۰۸             | درگیری ۲۰۰۸ لبنان                                                                        | لبنان | ۱۰۵ |
| ۲۰۰۹–۲۰۱۵        | شورش جنوب یمن                                                                            | یمن | ۲۱۰۰+ |
| ۲۰۱۰–۲۰۱۵        | شورش القاعده در یمن                                                                      | یمن | ۳۰۰۰+ |
| ۲۰۱۱             | خیزش ۲۰۱۱ بحرین                                                                          | بحرین · عربستان سعودی | ۱۰۰+ |
| ۲۰۱۱–            | شورش در بحرین                                                                            | بحرین | ۲۲+ |
| ۲۰۱۱–۲۰۱۴        | بحران مصر                                                                                | مصر | ۷۰۰۰+ |
| ۲۰۱۱–            | بحران یمن                                                                                | یمن | ۹۰۰۰+ |
| ۲۰۱۱–            | جنگ داخلی سوریه                                                                          | سوریه | ۵۰۳۰۶۴–۶۱۳۴۰۷+ |
| ۲۰۱۱–۲۰۱۷        | گسترش جنگ داخلی سوریه به لبنان                                                           | سوریه | ~۸۰۰ |
| ۲۰۱۱–            | درگیری نیابتی ایران و عربستان سعودی                                                      | ایران · عربستان سعودی | |
| ۲۰۱۳–۲۰۱۷        | جنگ در عراق                                                                              | عراق | ۱۵۵٬۵۰۰–۱۶۵٬۵۰۰+ |
| ۲۰۱۴–            | جنگ داخلی یمن - مداخله عربستان سعودی                                                     | یمن · عربستان سعودی · امارات متحده عربی | ۳۷۷۰۰۰+ |
| ۲۰۱۶–            | درگیری‌های غرب ایران                                                                      | ایران | ۷۴–۱۵۶+ |
| ۱۵–۱۶ ژوئیه ۲۰۱۶ | کودتای ۲۰۱۶ ترکیه                                                                        | ترکیه | ۲۷۰–۳۵۰+ |
| ۲۰۱۷             | درگیری ۲۰۱۷ عراق و کردها                                                                 | عراق | ۳۰۵+ |
| ۲۰۱۷–            | شورش داعش در عراق                                                                        | عراق | ۴،۰۰۰+ |
| ۲۰۲۳–            | جنگ غزه                                                                                  | اسرائیل · نوار غزه · کرانه باختری | ۴۵،۰۰۰+ |
| ۲۰۲۳–۲۰۲۴        | درگیری اسرائیل و حزب‌الله                                                                 | اسرائیل · لبنان | ۲،۶۰۰+ |
| ۲۰۲۳–            | بحران دریای سرخ                                                                          | یمن · اسرائیل · دریای سرخ · خلیج عدن | ۴۰+ |
| ۲۰۲۴             | درگیری ۱۴۰۳ ایران و اسرائیل                                                              | اسرائیل · ایران · اردن · سوریه · عراق · لبنان · یمن                                                                                                   | ۲۰+ |
| ۲۰۲۵             | جنگ ایران و اسرائیل                                                                      | ایران · اسرائیل | ۲۰۰+ |